# 日本の冬季オリンピック銅メダル
日本の冬季オリンピック銅メダル（にほんのとうきオリンピックどうメダル）
冬季オリンピックにおける日本代表が獲得した銅メダルの受賞者一覧

## 日本の冬季オリンピック銅メダリスト一覧
| 順 | メダル獲得者                           | 大会                     | 競技・種目                               | 出身地 |
| -- | -------------------------------------- | ------------------------ | ---------------------------------------- | ------ |
| 1  | 青地清二                               | 1972年札幌               | スキージャンプ70m級                      | 北海道 |
| 2  | 黒岩彰                                 | 1988年カルガリー         | スピードスケート男子500m                 | 群馬県 |
| 3  | 橋本聖子                               | 1992年アルベールビル     | スピードスケート女子1500m                | 北海道 |
| 4  | 井上純一                               | 1992年アルベールビル     | スピードスケート男子500m                 | 埼玉県 |
| 5  | 宮部行範                               | 1992年アルベールビル     | スピードスケート男子1000m                | 北海道 |
| 6  | 石原辰義 河合季信 赤坂雄一 川崎努      | 1992年アルベールビル     | ショートトラック男子5000mリレー          |        |
| 7  | 堀井学                                 | 1994年リレハンメル       | スピードスケート男子500m                 | 北海道 |
| 8  | 山本宏美                               | 1994年リレハンメル       | スピードスケート女子5000m                | 北海道 |
| 9  | 清水宏保                               | 1998年長野               | スピードスケート男子1000m                | 北海道 |
| 10 | 岡崎朋美                               | 1998年長野               | スピードスケート女子500m                 | 北海道 |
| 11 | 植松仁                                 | 1998年長野               | ショートトラック男子500m                 | 岐阜県 |
| 12 | 原田雅彦                               | 1998年長野               | ノルディックスキージャンプラージヒル個人 | 北海道 |
| 13 | 里谷多英                               | 2002年ソルトレイクシティ | フリースタイルスキー女子モーグル         | 北海道 |
| 14 | 加藤条治                               | 2010年バンクーバー       | スピードスケート男子500m                 | 山形県 |
| 15 | 髙橋大輔                               | 2010年バンクーバー       | フィギュアスケート男子シングル           | 岡山県 |
| 16 | 平岡卓                                 | 2014年ソチ               | スノーボード男子ハーフパイプ             | 奈良県 |
| 17 | 清水礼留飛 竹内択 伊東大貴 葛西紀明    | 2014年ソチ               | スキージャンプ男子ラージヒル団体         |        |
| 18 | 小野塚彩那                             | 2014年ソチ               | フリースタイルスキー女子ハーフパイプ     | 新潟県 |
| 19 | 原大智                                 | 2018年平昌               | フリースタイルスキー男子モーグル         | 東京都 |
| 20 | 高梨沙羅                               | 2018年平昌               | スキージャンプ女子ノーマルヒル           | 北海道 |
| 21 | 髙木美帆                               | 2018年平昌               | スピードスケート女子1000m                | 北海道 |
| 22 | 日本                                   | 2018年平昌               | カーリング女子                           |        |
| 23 | 堀島行真                               | 2022年北京               | フリースタイルスキー男子モーグル         | 岐阜県 |
| 24 | 冨田せな                               | 2022年北京               | スノーボード女子ハーフパイプ             | 新潟県 |
| 25 | 宇野昌磨                               | 2022年北京               | フィギュアスケート男子シングル           | 愛知県 |
| 26 | 森重航                                 | 2022年北京               | スピードスケート男子500m                 | 北海道 |
| 27 | 村瀬心椛                               | 2022年北京               | スノーボード女子ビッグエア               | 岐阜県 |
| 28 | 渡部暁斗                               | 2022年北京               | スキーノルディック複合個人ラージヒル     | 長野県 |
| 29 | 渡部善斗 永井秀昭 渡部暁斗(2) 山本涼太 | 2022年北京               | スキーノルディック複合団体               |        |
| 30 | 坂本花織                               | 2022年北京               | フィギュアスケート女子シングル           | 兵庫県 |